# Gorebal, Sindhnur
Gorebal là một làng thuộc tehsil Sindhnur, huyện Raichur, bang Karnataka, Ấn Độ.